# Лонгвуд (Вісконсин)
Лонгвуд (англ. Longwood) — місто (англ. town) в США, в окрузі Кларк штату Вісконсин. Населення — 877 осіб (2020).

## Демографія
Згідно з переписом 2010 року, у місті мешкало 858 осіб у 252 домогосподарствах у складі 201 родини. Було 277 помешкань
Расовий склад населення:
| - 99,5 % — білих - 0,2 % — азіатів - 0,1 % — чорних або афроамериканців |

До двох чи більше рас належало 0,1 %. Частка іспаномовних становила 0,2 % від усіх жителів.
За віковим діапазоном населення розподілялося таким чином: 38,0 % — особи молодші 18 років, 49,6 % — особи у віці 18—64 років, 12,4 % — особи у віці 65 років та старші. Медіана віку мешканця становила 27,7 року. На 100 осіб жіночої статі у місті припадало 107,7 чоловіків;  на 100 жінок у віці від 18 років та старших — 106,2 чоловіків також старших 18 років.
Середній дохід на одне домашнє господарство  становив 70 698 доларів США (медіана — 56 250), а середній дохід на одну сім'ю — 79 452 долари (медіана — 58 625). Медіана доходів становила 41 316 доларів для чоловіків та 36 667 доларів для жінок. За межею бідності перебувало 10,6 % осіб, у тому числі 16,3 % дітей у віці до 18 років та 8,1 % осіб у віці 65 років та старших.
Цивільне працевлаштоване населення становило 345 осіб. Основні галузі зайнятості: сільське господарство, лісництво, риболовля — 27,5 %, виробництво — 19,4 %, будівництво — 14,8 %, освіта, охорона здоров'я та соціальна допомога — 12,8 %.